# Samuel Randlett
Samuel L. Randlett (nacido el 11 de enero de 1930) es un artista de origami que ayudó a desarrollar el sistema moderno para la diagramación de los pliegues de origami. Junto con Robert Harbin, desarrolló la notación introducida por Akira Yoshizawa para formar lo que ahora se llama el sistema Yoshizawa-Randlett. Este fue descrito por primera vez en el libro de Samuel Randlett, The Art of Origami, en 1961.
Samuel Randlett se graduó de la Universidad Northwestern y se convirtió en un profesor de música, y todavía enseña piano. Él se interesó en el papel plegado en 1958 y en un año tenía sus propias figuras en una exhibición en el Museo Nacional de Diseño Cooper-Hewitt de Decoración en Nueva York. A la edad de 30 años comenzó a trabajar en The Art of Origami. Su primera esposa, Jean hizo las ilustraciones para este y la mayoría de sus libros posteriores. Llegó a conocer a la mayor parte de la ronda de la comunidad por entonces relativamente pequeña de origami del mundo y editó un boletín de origami llamada The Flapping Bird desde 1969 hasta 1976.